# Municipio de Waterford (Ohio)
El municipio de Waterford (en inglés: Waterford Township) es un municipio ubicado en el condado de Washington en el estado estadounidense de Ohio. En el año 2010 tenía una población de 3713 habitantes y una densidad poblacional de 36,96 personas por km².

## Geografía
El municipio de Waterford se encuentra ubicado en las coordenadas 39°33′8″N 81°38′56″O / 39.55222, -81.64889. Según la Oficina del Censo de los Estados Unidos, el municipio tiene una superficie total de 100.47 km², de la cual 96,43 km² corresponden a tierra firme y (4,02 %) 4,04 km² es agua.

## Demografía
Según el censo de 2010, había 3713 personas residiendo en el municipio de Waterford. La densidad de población era de 36,96 hab./km². De los 3713 habitantes, el municipio de Waterford estaba compuesto por el 98,06 % blancos, el 0,19 % eran afroamericanos, el 0,22 % eran amerindios, el 0,11 % eran asiáticos y el 1,43 % eran de una mezcla de razas. Del total de la población el 0,4 % eran hispanos o latinos de cualquier raza.